# Gdzie jest Eis?
Gdzie jest Eis? – jedyny solowy album polskiego rapera Eisa. Ukazał się 2 sierpnia 2003 nakładem wytwórni T1-Teraz w dystrybucji Pomaton EMI. Reedycja albumu ukazała się w 2020 roku nakładem wydawnictwa Lajka Corp.. Pochodząca z albumu piosenka „Teraz albo nigdy” znalazła się na liście 120 najważniejszych polskich utworów hip-hopowych według serwisu T-Mobile Music.

## Lista utworów
Opracowano na podstawie materiału źródłowego.
1. „Zmienić grę” (aranżacja, realizacja, produkcja: Korzeń, miksowanie: Korzeń, Noon) - 3:46
2. „Najlepsze dni intro” (miksowanie: Noon, produkcja: Kociołek) - 0:15
3. „Najlepsze dni” (aranżacja: Kociołek, Korzeń, miksowanie: Noon, produkcja: Kociołek, realizacja: Korzeń, produkcja: DJ Romek) - 3:53[A]
4. „Box i kox” (miksowanie: Noon, produkcja: O.S.T.R., realizacja: Korzeń) - 3:41
5. „Polski sen” (aranżacja, produkcja, realizacja: Korzeń, miksowanie: Korzeń, Noon) - 4:07
6. „5 sekund” (gościnnie: Małolat, aranżacja, produkcja: Korzeń, miksowanie, realizacja: Korzeń, Noon) - 3:29
7. „Teraz albo nigdy” (aranżacja, realizacja, miksowanie, produkcja: Noon, scratche: DJ Panda) - 2:50
8. „W szponach melanżu” (gościnnie: Ten Typ Mes, Pezet, aranżacja, realizacja: Korzeń, miksowanie: Korzeń, Noon, produkcja: Eis, Korzeń) - 3:44
9. „Kapitalizm” (aranżacja, realizacja, produkcja: Korzeń, miksowanie: Korzeń, Noon) - 4:06
10. „Czasem” (aranżacja, realizacja, produkcja: Korzeń, miksowanie: Korzeń, Noon) - 3:56[B]
11. „Rap-sukinsyn” (aranżacja, produkcja: Praktik, miksowanie: Noon, realizacja: Korzeń, scratche: DJ Twister) - 3:05
12. „07.02.83” (aranżacja: Eis, Korzeń, gitara: Majki, miksowanie: Korzeń, Noon, produkcja: Korzeń, Majki, Red, realizacja: Korzeń) - 3:44

Notatki
- A^ Z wykorzystaniem sampli pochodzących z utworu „What's Your Name, What's Your Number” w wykonaniu Andrea True Connection[5].
- B^ Z wykorzystaniem sampli pochodzących z utworu „I Swear, I Love No One but You” w wykonaniu The O’Jays[5].